# Ε-均衡

在博弈论中，ε-均衡（Epsilon-Equilibrium）是一个近似符合纳什均衡条件的策略组合，有时也称近似纳什均衡。

## 定义
给定一个对策模型和一个非负实参数ε，一个策略组合被称为ε-均衡，当没有任何一个局中人能通过单方面改变他的策略而取得超过原先收益（Payoff）更多ε的收益。当ε=0时，每一个ε-均衡对应着一个纳什均衡。
从形式上来定义，令以下{\displaystyle G}为N人对策模型：
{\displaystyle G=(N,A=A_{1}\times \cdots \times A_{N})}，其中{\displaystyle A_{i}}为第{\displaystyle i}个局中人的纯策略集，{\displaystyle u:A\rightarrow \mathbb {R} ^{N}}为效用函数。
当一组策略{\displaystyle \sigma \in \Delta =\Delta _{1}\times \cdots \times \Delta _{N}}满足以下条件时：
{\displaystyle \forall \sigma _{i}^{'}\in \Delta _{i},i\in N}，有{\displaystyle u_{i}(\sigma )\geq u_{i}(\sigma _{i}^{'},\sigma _{-i})-\epsilon }，
则称这个策略组合为该对策模型的一个ε-均衡。

## 举例
ε-均衡的定义在随机博弈理论中可能出现的无限对策的情况下很重要，因为在一些简单的随机博弈的例子中，并没有纳什均衡点的存在，但有ε-均衡。